# Воропай Анатолій Давидович
Анатолій Давидович Воропай (20.07.1922, с. Череватівка, нині Білопільського району Сумської області — 16.01.1986, м. Ромни Сумської області) — український журналіст, письменник.

## Біографія
Воропай Анатолій Давидович народився 20 липня 1922 року в селі с. Череватівка, нині Білопільського району Сумської області. Успішно закінчив Київський  національний університет імені Тараса Шевченка. Працював заступником редактора, редактором районної газети «Вісті Роменщини», власкором обласної газети «Сумщина». В редакції панувала атмосфера поваги, взаєморозуміння, здоровий творчий клімат. Редактор багато працював. ПІсля роботи затримувався в кабінеті до пізнього вечора. Була у Воропая звичка — прочитати вголос всю газету, перш, ніж передати її до друку. Анатолій Воропай видав ряд гумористичних збірок. Він майже довершив роботу над повістю «Веселівські жартуни». Епізоди книги друкувались у газеті «Ленінська правда». Проте видавати книгу було заборонено. Така несправедливість і надмірна праця пришвидшили смерть. У 64 роки Анатолій Давидович помер в місті Ромни. Збірка «Язик за зубами» (К., 1989) була видана посмертно.

## Творча діяльність
Вчитель за професією, Анатолій Давидович Воропай прийшов працювати в редакцію роменської міськрайонної газети в 1955 році. Працював заступником редактора, редактором районної газети «Вісті Роменщини». Популярністю користувалися газетні матеріали під рубрикою «Листи коментує Василь Кислиця» (псевдонім редактора). Дошкільними і дієвими були коментарі, написані живою народною мовою. Темою журналістських робіт Анатолія Воропая були життєписи про людей праці. А його гуморески були справжніми художніми полотнами. Тоді газета «Комуністичним шляхом» мала тираж 10 тисяч і була нагороджена Грамотою Верховної Ради України.
Воропай А. Д. водночас друкувався в журналі «Перець». Туди він надсилав дошкульні фейлетони, написані на місцевих фактах. Це привело до звільнення Анатолія Демидовича з посади редактора газети.
В останні роки А. Д. Воропай працював кореспондентом обласної газети «Ленінська правда».

## Твори
1. Автор збірки «Гуморески» (Харків, 1964)
2. «Кутя без меду» (Харків, 1967)
3. «Кому пікся калач» (Київ, 1979)
4. «Язик за зубами» (Київ, 1989 посмертно).